# Du Fu

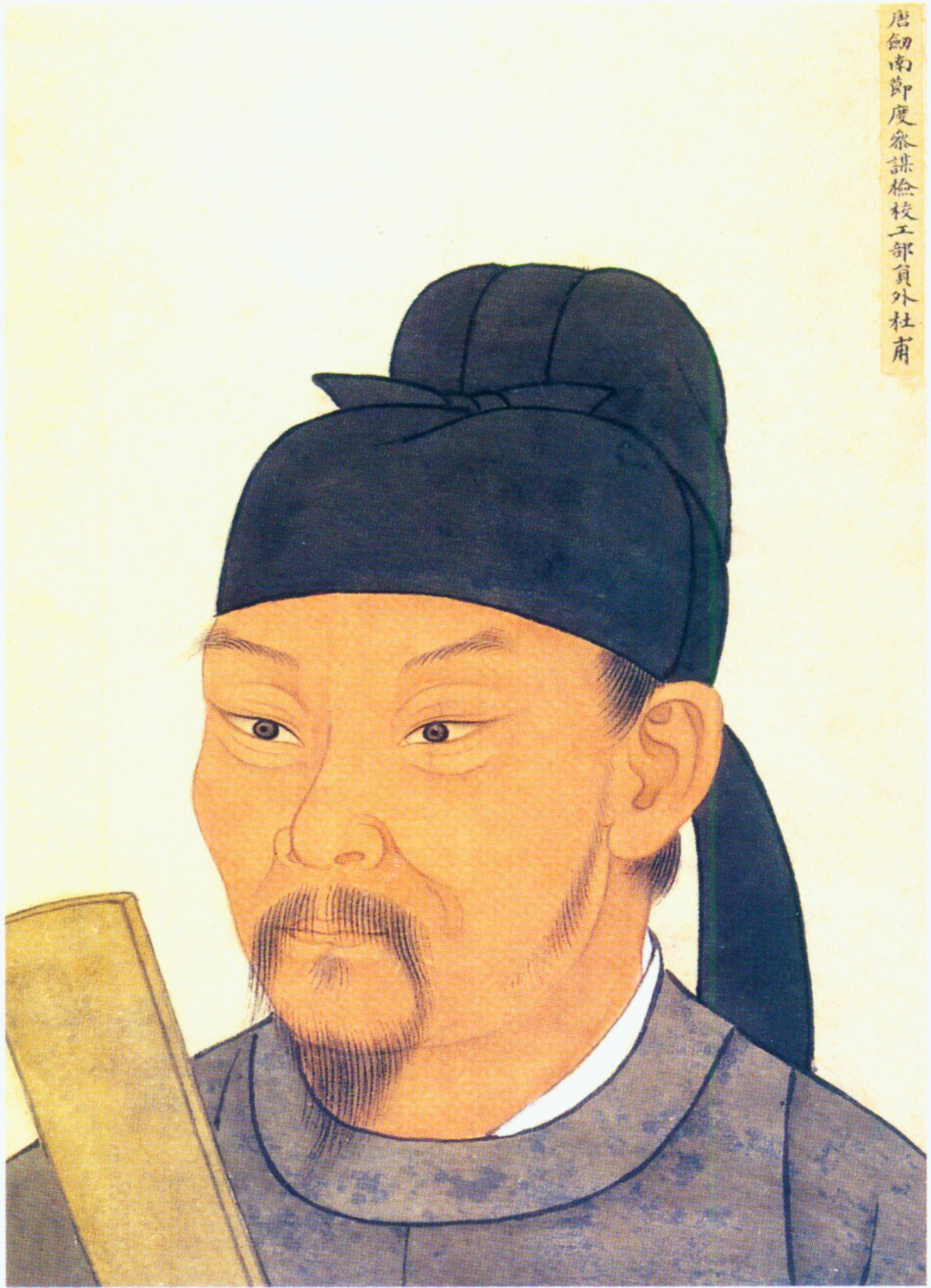
Sentida bild av poeten

Du Fu (kinesiska: 杜甫, pinyin: Dù Fǔ, Wade-Giles: Tu4 Fu3), född 712 i Nangong, död 770 i Leiyang, var en hyllad kinesisk poet under Tangdynastin. Tillsammans med Li Bai kallas han ofta för den främste kinesiske poeten.

## Liv och verk
Du Fus egna främsta målsättning var från början att hjälpa sitt land genom att bli en framgångsrik tjänsteman men misslyckades med att uppnå detta. Hans liv, liksom hela landet, föröddes av ett blodigt uppror av guvernören An Lushan 755 och de sista 15 åren av hans liv bestod nästan uteslutande av oro. På grund av dessa oroligheter var han under tio år på vandring i Kina och fick inblick i folkets nöd. Han var under en period även hovdiktare.

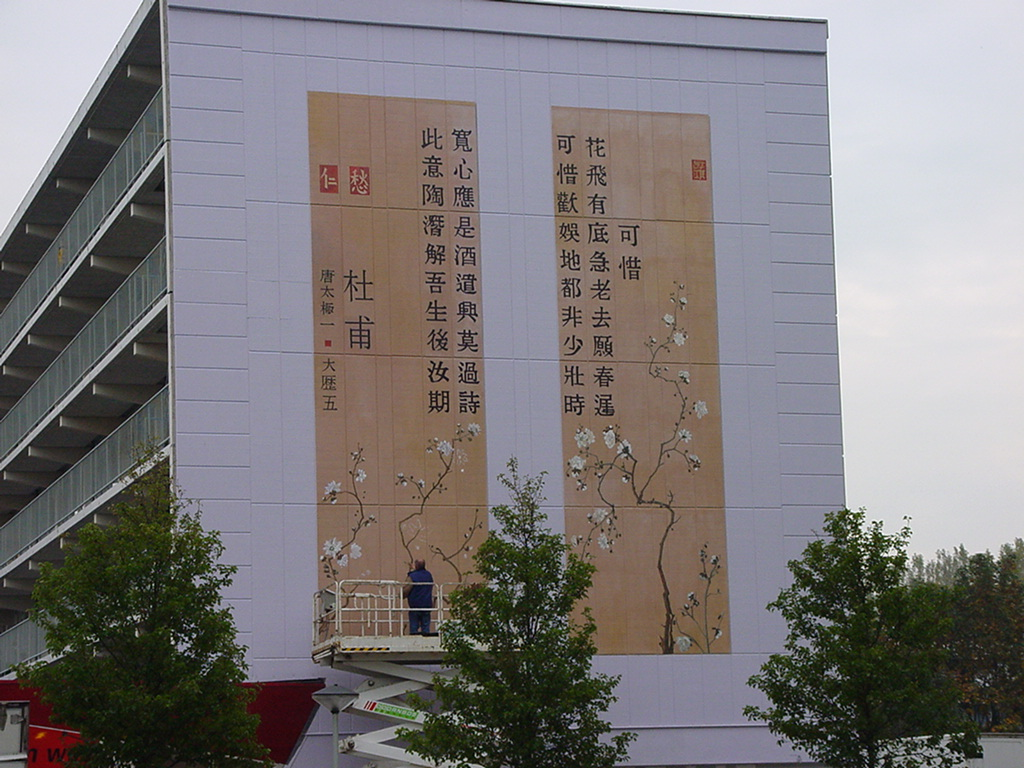
Dikten Kexi ("Tyvärr") målad på originalspråk på en husgavel i Leiden.

Trots att han till en början inte rönte någon popularitet kom hans verk att ha en stor inverkan på både kinesisk och japansk kultur. Han har av kinesiska kritiker kallats för "poet-historiker" och för "den vise poeten" medan han har presenterats för västerländska läsare som "Kinas" Vergilius, Horatius, Ovidius, Shakespeare, Milton, Burns, Wordsworth, Béranger, Hugo eller Baudelaire. Omkring 1 400 av hans dikter har bevarats.